# محمد سنگلجی
محمد سنگلجی (زادهٔ ۱۲۷۶ در تهران - درگذشتهٔ ۱۳۵۹ در تهران) حقوقدان، مجتهد، استاد دانشگاه تهران و نویسنده ایرانی بود.

## زندگی‌نامه
وی تحصیلات مقدماتی را در مدرسه مروی فرا گرفت و در بیست و هفت سالگی به دارالعلم نجف اشرف رفت و به درجه اجتهاد رسید. در اواسط دهه ۱۳۱۰ (شمسی) به تدریس فقه، اصول، قواعد فقه و قضا در اسلام، در مدرسه عالی حقوق دانشکده حقوق و علوم سیاسی دانشگاه تهران پرداخت و از سال ۱۳۲۶ (شمسی) نیز به ارائه همین دروس در سطوح عالی تكميلي حقوق در دانشکده حقوق دانشگاه تهران مشغول بود.

## آثار و تالیفات
- دلایل السداد (در قواعد فقه و اجتهاد)
- مقاصد الاصول (در فن اصول)
- ندای عشق (در فلسفه)
- خرد سنج (در منطق فارسی)
- مصباح المیزان (در منطق)
- قانون رضاع در اسلام
- میراث در اسلام
- کلیات عقود و ایقاعات
- رساله قضا و قدر
- تعلیقه بر مثنوی
- رساله تحقیق در ابطال تناسخ و اثبات معاد
- رساله در تشریع یا قانونگذاری در اسلام
- الوفایه فی تهذیب الکفایه
- آیین دادرسی در اسلام
- منطق و فلسفه الهی (مدخل منظومه)
- تفسیر بر سور مقطعه
- تفسیر قرآن مجید.

## درگذشت
وی در چهاردهم شهریورماه ۱۳۵۹ (شمسی) پس از ۸۴ سال در تهران درگذشت.

## شاگردان برجسته
- ناصر کاتوزیان
- سید حسین صفایی
- سید حسن امین
- مهدی شهیدی
- علی گلزاده غفوری
- علی اکبر صادقی
- سیمین بهبهانی
- شیرین عبادی
- محمددهش